# Saison 2025-2026 des Nets de Brooklyn
La saison 2025-2026 des Nets de Brooklyn est la 59e saison de la franchise et la 50e au sein de la National Basketball Association (NBA). C'est la 14e saison dans la ville de Brooklyn.

## Draft
| Tour | Choix | Joueur       | Poste | Nationalité | Provenance                         |
| ---- | ----- | ------------ | ----- | ----------- | ---------------------------------- |
| 1    | 8     | Egor Demin   | PG    | Russie      | Cougars de BYU                     |
| 1    | 19    | Nolan Traoré | PG    | France      | Saint-Quentin Basket-Ball (France) |
| 1    | 26    | Ben Saraf    | SG    | Israël      | Ratiopharm Ulm (Allemagne)         |
| 1    | 27    | Danny Wolf   | PF    | Israël      | Wolverines du Michigan             |
| 2    | 36    | Adou Thiero  | SF    | États-Unis  | Razorbacks de l'Arkansas           |

## Matchs

### Summer League
| Summer League Total: 1-4 |

| Match | Date match | Équipe        | Score    | Meilleur marqueur  | Meilleur rebondeur | Meilleur passeur      | Lieux Spectateurs      | Série |
| ----- | ---------- | ------------- | -------- | ------------------ | ------------------ | --------------------- | ---------------------- | ----- |
| 1     | 10 juillet | Oklahoma City | D 81-90  | Drew Timme (22)    | Drew Timme (9)     | Evbuomwan, Traoré (3) | Thomas & Mack Center 0 | 0 - 1 |
| 2     | 13 juillet | Washington    | D 96-102 | Drew Timme (30)    | Danny Wolf (10)    | Ben Saraf (6)         | Thomas & Mack Center 0 | 0 - 2 |
| 3     | 15 juillet | New York      | D 93-97  | Drew Timme (24)    | Drew Timme (10)    | Drew Timme (4)        | Cox Pavilion 0         | 0 - 3 |
| 4     | 16 juillet | Orlando       | V 94-90  | Danny Wolf (18)    | Grant Nelson (7)   | Quincy Olivari (6)    | Cox Pavilion 0         | 1 - 3 |
| 5     | 18 juillet | Philadelphie  | D 83-87  | Tyrese Samuel (19) | Tyrese Samuel (12) | Tosan Evbuomwan (4)   | Thomas & Mack Center 0 | 1 - 4 |

### Pré-saison
| Pré-saison Total: 0-0 (Domicile : 0-0; Extérieur : 0-0) |

### Saison régulière
| Saison régulière Total: 0-0 (Domicile : 0-0; Extérieur : 0-0) |